# آی‌ان‌اس نیربیک (کی۸۸)
آی‌ان‌اس نیربیک (کی۸۸) (به انگلیسی: INS Nirbhik (K88)) یک کشتی است که طول آن 38.6 meters می‌باشد.